# Olympiade d'échecs de 2000

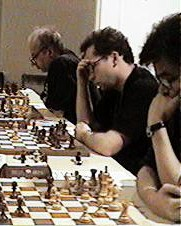
L'équipe nationale allemande d'échec au Olympiade de 2000

L'Olympiade d'échecs de 2000 est une compétition mondiale par équipes et par pays organisée par la FIDE. Les pays s'affrontent sur 4 échiquiers par équipe de 6 joueurs (4 titulaires et 2 suppléants. Les équipes féminines ont 4 joueuses sur 3 échiquiers. 
Cette 34e Olympiade s'est déroulée du 28 octobre au 12 novembre 2000 à Istanbul, en Turquie.
Les points ne sont pas attribués au regard des résultats des matches inter-nations, mais en fonction des résultats individuels sur chaque échiquier (un point par partie gagnée, un demi-point pour une nulle, zéro point pour une défaite).

## Tournoi masculin

### Contexte
Cette Olympiade réunit 125 nations, plus l'équipe B de Turquie
La compétition se déroule en poule unique sur 14 rondes selon le système suisse.

### Résultats
| Classement final | Classement final | Points | Composition de l'équipe                                                                  |
| ---------------- | ---------------- | ------ | ---------------------------------------------------------------------------------------- |
| 1er              | Russie           | 38     | A. Khalifman, A. Morozevitch, P. Svidler, S. Roublevski, K. Sakaïev, A. Grichtchouk      |
| 2e               | Allemagne        | 37     | A. Youssoupov, R. Hübner, R. Dautov, K. Bischoff, T. Luther                              |
| 3e               | Ukraine          | 35,5   | V. Ivantchouk, R. Ponomariov, V. Baklan, V. Eingorn, O. Romanichine, V. Malakhatko       |
| 4e               | Hongrie          | 35,5   | P. Leko, Z. Almasi, J. Polgar, L. Portisch, G. Sax, R. Ruck                              |
| 5e               | Israël           | 34,5   | B. Guelfand, I. Smirin, B. Avroukh, L. Psakhis, E. Sutovsky                              |
| 6e               | Géorgie          | 34     | Z. Azmaiparachvili, G. Giorgadzé, Z. Sturua, G. Katcheichvili, T. Guelachvili, B. Jobava |
| 7e               | Angleterre       | 33     |                                                                                          |
| 8e               | Inde             | 33     |                                                                                          |
| 9e               | Chine            | 33     |                                                                                          |
| 10e              | Suisse           | 33     |                                                                                          |

La France se classe 16e avec 32,5 points, classement honorable malgré l'absence des meneurs habituels : Lautier et Bacrot. La Belgique est 54e avec 29,5 points.

### Membres des équipes de France et Belgique
- Pour la France : Bauer, Nataf, Degraeve, Hauchard, Fressinet, Apicella.
- Pour la Belgique : P. Claesen, Dutreeuw, Cekro, Van der Stricht, Geenen, Van Beers.

## Tournoi féminin
85 nations y participent, plus l'équipe de Turquie B.
La compétition se déroule en poule unique sur 14 rondes selon le système suisse.
| Classement final |         |      |
| 1er              | Chine   | 32   |
| 2e               | Géorgie | 31   |
| 3e               | Russie  | 28,5 |

L'équipe chinoise est menée par la championne du Monde Xie Jun et deux futures tenantes du titre mondial (Zhu Chen et Xu Yuhua), avec Wang Lei comme échiquier de réserve.